# 終極生存戰
《終極生存戰》（英語：Survive the Game）是一部2021年美國動作驚悚片，由詹姆斯·庫倫·布瑞薩克執導，查德·麥可·莫瑞和布魯斯·威利主演。劇情講述當一名警察和一對危險的罪犯出現時，原本平靜的農場成為男人間廝殺的戰場。電影2021年10月8日在美國發行VOD。

## 演員
- 查德·麥可·莫瑞飾演艾瑞克（Eric）
- 史文·提米爾（Swen Temmel）飾演卡爾（Cal）
- 布魯斯·威利飾演大衛（David）
- 扎克·沃德飾演尚（Jean）
- 莎拉·羅默爾（英语：Sarah Roemer）飾演漢娜（Hannah）
- 西恩·凱南（英语：Sean Kanan）飾演艾德（Ed）

## 發行
《終極生存戰》在美國2021年10月8日以VOD發行，10月12日發售DVD和藍光。

## 外部連結
- 互联网电影数据库（IMDb）上《終極生存戰》的资料（英文）
- 爛番茄上《終極生存戰》的資料（英文）